# HD168611
HD168611 — подвійна зоря. 
Дана подвійна система має видиму зоряну величину в смузі V приблизно 9,4.

## Подвійна зоря
Головна зоря цієї системи належить до хімічно пекулярних зір й має спектральний клас A1.
Інша компонента має  спектральний клас F0.